# Dahlgren (Illinois)
Dahlgren es una villa ubicada en el condado de Hamilton en el estado estadounidense de Illinois. En el Censo de 2010 tenía una población de 525 habitantes y una densidad poblacional de 203,52 personas por km².

## Geografía
Dahlgren se encuentra ubicada en las coordenadas 38°11′53″N 88°41′5″O / 38.19806, -88.68472. Según la Oficina del Censo de los Estados Unidos, Dahlgren tiene una superficie total de 2.58 km², de la cual 2.58 km² corresponden a tierra firme y (0%) 0 km² es agua.

## Demografía
Según el censo de 2010, había 525 personas residiendo en Dahlgren. La densidad de población era de 203,52 hab./km². De los 525 habitantes, Dahlgren estaba compuesto por el 95.62% blancos, el 2.48% eran afroamericanos, el 0% eran amerindios, el 0% eran asiáticos, el 0% eran isleños del Pacífico, el 0.57% eran de otras razas y el 1.33% pertenecían a dos o más razas. Del total de la población el 1.52% eran hispanos o latinos de cualquier raza.